# Чаган (озеро)
Чага́н (или Балапа́н) — озеро в Казахстане, образовавшееся 15 января 1965 года в результате Чаганского термоядерного взрыва, проводившегося в народнохозяйственных целях. Вода в озеро поступает из реки Шаган (приток Иртыша). Вода в озере сильно загрязнена радионуклидами.

## История
Термоядерный взрыв был произведен под землей в пойме реки Чаган, в скважине № 1004 на глубине 178 метров 15 января 1965 года, в 05 часов 59 минут 59 секунд утра по Гринвичу. В дальнейшем планировалось в Казахстане с помощью ядерных взрывов создать около 40 искусственных водоёмов общим объёмом 120—140 млн м³. В таких глубоких резервуарах с оплавленным дном и небольшим зеркалом испарения планировалось аккумулировать весенние стоки вод.
В начале 1965 года русло реки Чаганки соединили с образовавшейся воронкой каналом. Позднее здесь была построена каменно-земляная плотина с водопропускными сооружениями.